# 大衆文学研究会
大衆文学研究会（たいしゅうぶんがくけんきゅうかい）は、日本の文学団体。

## 沿革
1961年、尾崎秀樹、武蔵野次郎らが大衆文学（時代小説）の研究のため、作家・評論家らで設立し、雑誌『大衆文学研究』を創刊した。
当初の編集委員は尾崎、武蔵野、大竹延（南北社社長）以外に、石川弘義、足立巻一、村松剛が加わった。南北社より1968年まで刊。同誌は1989年に復刊。
島崎博が1974年に創設した「日本大衆文学会」とは別組織。

## 組織

### 会長
- 初代：尾崎秀樹
- 2代：早乙女貢
- 3代：石川弘義
- 4代：縄田一男

## 大衆文学研究賞
1987年に大衆文学研究賞を創設。同賞は第13回から尾崎秀樹記念・大衆文学研究賞、第24回から尾崎秀樹記念・大衆文学研究賞（早乙女貢基金）に改称されている。

### 大衆文学研究賞受賞作
- 第1回（1987年）

研究・考証部門 福島鑄郎「雑誌で見る戦後史」（大月書店）
評論・伝記部門 神坂次郎「縛られた巨人―南方熊楠の生涯」（新潮社）
- 第2回（1988年）

研究・考証部門 新青年研究会「新青年読本」（作品社）
評論・伝記部門 村松定孝「あぢさゐ供養頌―わが泉鏡花」（新潮社）
- 第3回（1989年）

研究・考証部門 伊藤秀雄「黒岩涙香―探偵小説の元祖」（三一書房）
評論・伝記部門 村松暎「色機嫌 女・おんな、また女―村松梢風の生涯」（彩古書房）
特別賞 尾崎秀樹「大衆文学の歴史」（講談社）
- 第4回（1990年）

研究・考証部門 今井金吾「半七は実在した―半七捕物帳江戸めぐり」（河出書房新社）
研究・考証部門 橋本勝三郎「森の石松の世界」（新潮社）
評論・伝記部門 平岡正明「大歌謡論」（筑摩書房）
- 第5回（1991年）

研究・考証部門 高島俊男「水滸伝と日本人―江戸から昭和まで」（大修館書店）
評論・伝記部門 巖谷大四「明治文壇外史」（新人物往来社）
- 第6回（1992年）

研究・考証部門 塩浦林也「鷲尾雨工の生涯」（恒文社）
評論・伝記部門 峯島正行「ナンセンスに賭ける」（青蛙房）
- 第7回（1993年）

研究・考証部門 新庄哲夫「ある翻訳家の雑記帳」（河出書房新社）
評論・伝記部門 清原康正「中山義秀の生涯」（新人物往来社）
- 第8回（1994年）

研究・考証部門 長谷部史親「日本ミステリー進化論」（日本経済新聞社）
評論・伝記部門 秋元藍「碑文 花の生涯」（講談社）
特別賞 資延勲「小田富弥さしえ画集」（私家版）
- 第9回（1995年）

研究・考証部門 縄田一男「捕物帖の系譜」（新潮社）
評論・伝記部門 福島行一「大仏次郎」（草思社）
- 第10回（1996年）

研究・考証部門 長山靖生「偽史冒険世界」（筑摩書房）
評論・伝記部門 矢野誠一「戸板康二の歳月」（文芸春秋）
- 第11回（1997年）

研究・考証部門 セシル・サカイ「日本の大衆文学」（平凡社）
評論・伝記部門 林えり子「川柳人 川上三太郎」（河出書房新社）
- 第12回（1998年）

研究・考証部門 高三啓輔「鵠沼・東屋旅館物語」（博文館新社）
評論・伝記部門 該当なし
特別賞 藤内鶴了「続・日本近代琵琶の研究」（笠間書院）
- 第13回（2000年）尾崎秀樹記念・大衆文学研究賞

研究・考証部門 能村庸一「実録テレビ時代劇史～チャンバラクロニクル1953～1998」（東京新聞出版局）
評論・伝記部門 藤倉四郎「カタクリの群れ咲く頃の 野村胡堂・あらえびす夫人ハナ」（青蛙房）
- 第14回（2001年）

研究・考証部門 高橋千劔破「花鳥風月の日本史」（黙出版）
評論・伝記部門 磯貝勝太郎「司馬遼太郎の風音」（日本放送出版協会）
- 第15回（2002年）

研究・考証部門 林哲夫「喫茶店の時代 あのとき、こんな店があった」（編集工房ノア）
評論・伝記部門 高橋敏夫「藤沢周平 負を生きる物語」（集英社）
特別賞 古川薫「花も嵐も 女優・田中絹代の生涯」（文藝春秋）
- 第16回（2003年）

研究・考証部門 古川隆久「戦時下の日本映画 人々は国策映画を観たか」（吉川弘文館）
評論・伝記部門 安宅夏夫『「日本百名山」の背景 深田久弥・二つの愛』（集英社）
特別賞 早乙女貢「わが師 山本周五郎」（文藝春秋）
- 第17回（2004年）

研究・考証部門 光森忠勝「伝統芸能に学ぶ 躾と父親」（恒文社21）
評論・伝記部門 中島誠「松本清張の時代小説」（現代書館）
特別賞 出久根達郎「昔をたずねて今を知る 読売新聞で読む明治』（中央公論新社）
- 第18回（2005年）

研究・考証部門 小沢昭一「日本の放浪芸」（白水社）
評論・伝記部門 吉川潮「流行歌--西條八十物語」（新潮社）
特別賞 新田次郎記念会編「新田次郎文学事典」（新人物往来社）
- 第19回（2006年）

研究・考証部門 大村彦次郎「時代小説盛衰史」（筑摩書房）
評論・伝記部門 植村鞆音「直木三十五伝」（文藝春秋）
- 第20回（2007年）

研究・考証部門 利根川裕「歌舞伎ヒーローの誕生」「歌舞伎ヒロインの誕生」（右文書院）
評論・伝記部門 校條剛「ぬけられますか―私漫画家・滝田ゆう」（河出書房新社）
- 第21回（2008年）

研究・考証部門 関肇「新聞小説の時代 メディア・読者・メロドラマ」（新曜社）
評論・伝記部門 秋山真志「寄席の人たち 現代寄席人物列伝」（創美社、発売：集英社）
- 第22回（2009年）

研究・考証部門 「『少女の友』創刊100周年記念号」（実業之日本社）
評論・伝記部門 菊池仁「ぼくらの時代には貸本屋があった」（新人物往来社）
- 第23回（2010年）

研究・考証部門 碓井昭雄「司馬遼太郎とエロス」（白順社）
評論・伝記部門 権田萬治「松本清張 時代の闇を見つめた作家」（文藝春秋）
特別賞 峯島正行「荒野も歩めば径になる ロマンの猟人・尾崎秀樹の世界」（実業之日本社）
- 第24回（2011年）尾崎秀樹記念・大衆文学研究賞（早乙女貢基金）

大衆文学部門 横田順彌「近代日本奇想小説史 明治篇」（ピラールプレス）
大衆文化部門 米沢嘉博「戦後エロマンガ史」（青林工藝舎）
- 第25回（2012年）

大衆文学部門 今井照容『三角寛「サンカ小説」の誕生』（現代書館）
大衆文化部門 中山涙「浅草芸人 エノケン、ロッパ、欽ちゃん、たけし、浅草演芸150年史 」（マイナビ新書）
- 第26回（2013年）

大衆文学部門 中辻理夫「淡色の熱情 結城昌治論」（東京創元社）
大衆文化部門 春日太一「あかんやつら 東映京都撮影所血風録」（文藝春秋）
- 第27回（2016年）

大衆文学部門 黒板伸夫・永井路子編「黒板勝美の思い出と私たちの歴史探究」（吉川弘文館）
大衆文化部門 小松宰「忠臣蔵映画と日本人」（森話社）

### 選考委員
- 第1-6回 石川弘義、伊藤桂一、尾崎秀樹、武蔵野次郎
- 第7-12回 石川、伊藤、尾崎、早乙女貢
- 第13回 石川、伊藤、早乙女、磯貝勝太郎
- 第14回 石川、伊藤、早乙女、清原康正
- 第15回 石川、伊藤、早乙女、高橋千剱破
- 第16回 石川、伊藤、早乙女、縄田一男
- 第17回 石川、伊藤、早乙女、磯貝勝太郎
- 第18回 石川、伊藤、早乙女、清原康正
- 第19回 石川、伊藤、早乙女、高橋千剱破
- 第20回 石川、伊藤、早乙女、縄田一男 (2007)
- 第21回 石川、伊藤、早乙女、磯貝勝太郎
- 第22回 石川・磯貝・伊藤・清原康正・縄田一男
- 第23回 磯貝・伊藤・清原・高橋千劔破・縄田一男
- 第24-26回 縄田一男・末國善己・春日太一